# Meunasah Mancang (Meurah Dua)
Meunasah Mancang is een bestuurslaag in het regentschap Pidie Jaya van de provincie Atjeh, Indonesië. Meunasah Mancang telt 403 inwoners (volkstelling 2010).